# Sina Tkotsch
Sina Tkotsch (Berlino, 27 giugno 1990) è un'attrice tedesca.

## Biografia e carriera
Sina Tkotsch nata a Berlino dove attualmente risiede, debuttò nel 1999 all'età nove anni, fu scoperta quando si presentò al Casting per il film di Florian - l'amore con tutto il cuore, nel quale ha svolto il ruolo principale di Sophie Bachmann.
In seguito ha svolto diversi ruoli per serie poliziescche, come Tatort, Der letzte Zeuge e Die Cleveren. Dal 2002-2004 recita in 26 episodi della serie tv Wie erziehe ich meine Eltern?.
Nel 2006 gli è stato offerto il ruolo principale di Milka (in seguito premiato) nel lungometraggio Beautiful Bitch del regista Martin Theo Krieger. Anche per i film Gangs (2009) e Groupies bleiben nicht zum Frühstück (2010) era in ruoli di supporto primario e secondario davanti alla cinepresa.
In seguito ha recitato per nel film Dschungelkind, film nel quale Sina ha vissuto e trascorso per due mesi nella giungla della Malaysia e nel Taman Negara National Park, nel ruolo principale di Sabine Kuegler, recitando al fianco di Thomas Kretschmann, Nadja Uhl e Tina Engel.
È sorella dell' attrice e doppiatrice Sarah Tkotsch.

## Filmografia

### Cinema
- Beautiful Bitch, regia di Martin Theo Krieger (2007)
- Der letzte Rest, regia di Jens Wischnewski - cortometraggio (2009)
- Draußen am See, regia di Felix Fuchssteiner (2009)
- Gangs, regia di Rainer Matsutani (2009)
- Killing Bee 3D, regia di Raymond Boy - cortometraggio (2010)
- Single by Contract (Groupies bleiben nicht zum Frühstück), regia di Marc Rothemund (2010)
- Dschungelkind, regia di Roland Suso Richter (2011)
- Der Passagier, regia di Marcus Richardt - cortometraggio (2013)
- Dear Courtney, regia di Rolf Roring (2013)
- Ohne Gnade!, regia di Birgit Stein (2013)
- Der Nachtmahr, regia di Akiz (2015)
- LenaLove, regia di Florian Gaag (2016)
- Wie Männer über Frauen reden, regia di Henrik Regel (2016)
- Faking Bullshit - Krimineller als die Polizei erlaubt!, regia di Alexander Schubert (2020)
- Hexenjagd, regia di Sebastian Mattukat (2021)
- Il Kaiser - Franz Beckenbauer (Der Kaiser), regia di Tim Trageser (2022)

### Televisione
- Florian - Liebe aus ganzem Herzen, regia di Dominique Othenin-Girard – film TV (1999)
- Der letzte Zeuge – serie TV, episodio 3x06 (2000)
- Tatort – serie TV, 1 episodio (2000)
- Die Salsaprinzessin, regia di Dror Zahavi – film TV (2001)
- Die Cleveren – serie TV, episodio 4x02 (2002)
- Wie erziehe ich meine Eltern? – serie TV, 26 episodi (2002-2004)
- Krimi.de – serie TV, episodi 2x01-2x02 (2005)
- Circle of Life (Familie Dr. Kleist) – serie TV, episodio 2x10 (2006)
- Bezaubernde Marie, regia di Peter Weissflog – film TV (2007)
- 1:0 für das Glück, regia di Walter Bannert – film TV (2008)
- Chiamata d'emergenza (112 - Sie retten dein Leben) – serie TV, episodio 1x65 (2008)
- Kommissar Stolberg (Stolberg) – serie TV, episodio 5x03 (2009)
- 14º Distretto (Großstadtrevier) – serie TV, episodio 23x02 (2009)
- Sotto una romantica luna (Im Schatten des Pferdemondes), regia di Michael Steinke – film TV (2010)
- Sie hat es verdient, regia di Thomas Stiller – film TV (2010)
- 380.000 Volt - Der große Stromausfall, regia di Sebastian Vigg – film TV (2010)
- Viva Berlin! – serie TV (2011)
- In aller Freundschaft – serie TV, episodi 10x07-10x17-16x01 (2007-2013)
- Rosamunde Pilcher – serie TV, 1 episodio (2013)
- Blutsschwestern - Jung, magisch, tödlich, regia di Kai Meyer-Ricks – film TV (2013)
- Küstenwache – serie TV, episodio 16x06 (2013)
- Squadra speciale Lipsia (SOKO Leipzig) – serie TV, episodio 13x19 (2013)
- Die Pastorin, regia di Josh Broecker – film TV (2013)
- Ultima traccia: Berlino (Letzte Spur Berlin) – serie TV, episodio 2x07 (2013)
- Schmidt - Chaos auf Rezept – serie TV, episodio 1x07 (2014)
- Polizeiruf 110 – serie TV, episodio 43x03 (2014)
- Die Himmelsleiter, regia di Carlo Rola – miniserie TV (2015)
- Ein Fall für Zwei: Reloaded – serie TV, episodio 2x01 (2015)
- Katie Fforde – serie TV, episodio 1x22 (2016)
- 2008: Squadra Speciale Cobra 11
- 2011: Die Bibel des Blutes
- 2011: Squadra Speciale Stoccarda
- 2012: Guardia costiera (serie televisiva)

## Premi e candidature
- 2011 - Goldene Henne
  - Nomination  Miglior attrice dell'anno[1]